# Maria Franziska Hortensia Segesser von Brunegg

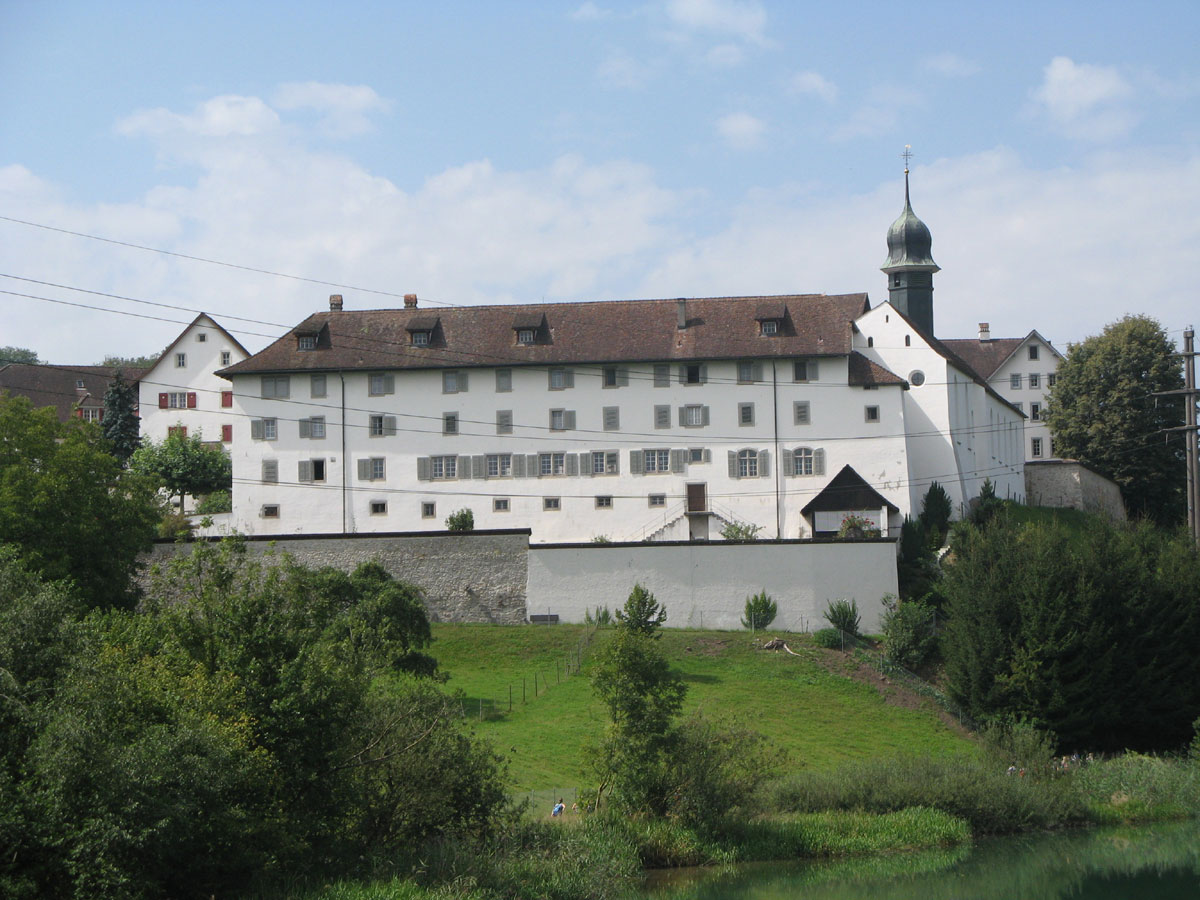
Kloster Hermetschwil, 2007

Maria Franziska Hortensia Segesser von Brunegg (* 1. Januar 1723 in Luzern; heimatberechtigt ebenda; † 21. Dezember 1793 in Hermetschwil) war eine Schweizer Benediktinerin und von 1763 bis 1793 Äbtissin in der Benediktinerinnenabtei Hermetschwil.

## Leben
Maria Franziska Hortensia Segesser von Brunegg war eine Tochter des Ulrich Franz Joseph Segesser von Brunegg und der Grossratstochter Maria Katharina Amrhyn. Sie wurde Nonne in Hermetschwil in den Freien Ämtern an der Reuss und legte dort 1739 ihre Profess ab. Von ihren zwölf Geschwistern wurden Anna Maria Franziska, Maria Paula Antonia und Maria Ursula Anna Konventualinnen der Klöster Fahr, Rathausen und St. Anna im Bruch in Luzern. Ihr Bruder Franz Josef wurde Jesuit und nach Auflösung des Ordens Pfarrer und Dekan in Ruswil. Anna Segesser von Brunegg war von 1513 bis 1521 Meisterin der Abtei Hermetschwil.
Segesser von Brunegg wurde 1757 Priorin und 1763 Äbtissin. In ihrer langjährigen Amtszeit liess sie bauliche Erneuerungen durchführen. Das Konventgebäude erhielt 1764 seine zweite Renovation und von 1778 bis 1780 wurden die Mühle sowie das Mühlenwehr neu errichtet. Innerhalb der Grenzen der Klosterherrschaft war die Abtei für den Ausbau der Landstrasse Baden–Luzern verantwortlich, der von 1764 bis 1768 erfolgte. Segesser von Brunegg hatte eine Vorliebe für prächtige Gottesdienste mit Musik. Sie beauftragte 1766 Viktor Ferdinand Bossard aus Baar, der die Berner Münsterorgel erweitert hatte, mit dem Einbau einer grösseren Orgel. Franz Joseph Otter aus Trimbach richtete 1789 eine neue Chororgel ein. Ihre besondere Herzensgüte und ihre Bescheidenheit im Umgang mit Untergebenen wurde in der Klosterüberlieferung vermerkt.

## Belege
1. ↑  Markus Lischer: Ulrich Franz Joseph Segesser von Brunegg. In: Historisches Lexikon der Schweiz.  14. März 2011.
2. 1 2  Anne-Marie Dubler: Maria Franziska Hortensia Segesser von Brunegg. In: Historisches Lexikon der Schweiz.  18. Dezember 2012.
3. ↑  Maria Franziska Hortensia Segesser von Brunegg. In. muri-gries.ch, abgerufen am 24. März 2025.
4. ↑  Anne-Marie Dubler: Maria Franziska Hortensia Segesser von Brunegg, 1763–1793. In: Helvetia Sacra, Abteilung III, Band I. Frühe Klöster. Die Benediktiner und Benediktinerinnen der Schweiz. Bern 1986, S. 1841–1842.

| Personendaten    | Personendaten                                   |
| ---------------- | ----------------------------------------------- |
| NAME             | Segesser von Brunegg, Maria Franziska Hortensia |
| KURZBESCHREIBUNG | Schweizer Äbtissin                              |
| GEBURTSDATUM     | 1. Januar 1723                                  |
| GEBURTSORT       | Luzern                                          |
| STERBEDATUM      | 21. Dezember 1793                               |
| STERBEORT        | Hermetschwil                                    |